# Elisa Stefanazzi
Elisa Stefanazzi (Gallarate, 19 ottobre 1992) è una calciatrice italiana, di ruolo difensore.

## Palmarès
- Campionato italiano di Serie B: 1

Como 2000: 2015-2016